# Самоделов, Анатолий Сергеевич
Анатолий Сергеевич Самоделов (род. 1930) — советский партийный и государственный деятель, первый секретарь Химкинского горкома КПСС (1975—1982).
Родился в Москве 9 февраля 1930 г., в 1939 г. переехал с родителями в Химки.
Окончил Ленинградское высшее военно-морское училище им. Фрунзе (1953), служил в ВМФ, вернулся в Химки в 1955 г. после увольнения в результате сокращения армии.Работал на различных должностях в профкоме и парткоме НПО Энергомаш: инженер, председатель профкома, зам. секретаря и секретарь парткома.
В 1974—1975 гг. председатель Химкинского горисполкома. В 1975—1982 гг. первый секретарь Химкинского горкома КПСС.
В период его руководства по итогам работы в 1977 и 1979 годах Химки становились победителями Всесоюзного социалистического соревнования и дважды получали переходящее Красное знамя Совета Министров РСФСР и ВЦСПС. Велось массовое строительство жилья.
С 1982 г. работал в областных структурах.
Делегат XXVI съезда КПСС (1981).. Судя по фото, награждён орденами Трудового Красного Знамени (дважды), «Знак Почёта», и медалями.

## Сочинения
- Самоделов А. Конкретные социологические исследования. - В кн.: Горком, райком партии; опыт, формы и методы работы. М., 1977, с.246-257. Социологические исследования и деятельность Химкинского горкома КПСС.
- Дорога жизни/ А. С. Самоделов. Химки: 111 с.
- Воспоминания советского мэра Химок «Химкинские новости», 7 мая 2009 г.

Семья: жена Галина Ивановна — учитель русского языка, сын, дочь.